# Keetia leucantha
Keetia leucantha är en måreväxtart som först beskrevs av Kurt Krause, och fick sitt nu gällande namn av Diane Mary Bridson. Keetia leucantha ingår i släktet Keetia och familjen måreväxter. Inga underarter finns listade i Catalogue of Life.